# La Torre (Anglès)
La Torre, també coneguda com a Vil·la Eulàlia, és un edifici situat al carrer de Joan Coromines d'Anglès (Selva), catalogat com a bé cultural d'interès local.

## Història
La primitiva residència que tenien els Burés a Anglès va ser el mas Cuc, però durant els primers anys del segle xx es feren construir una magnífica torre cercada de jardins, coneguda amb el nom de «La Torre». Paral·lelament, Frederic Homs i Cabanas va comprar la casa del carrer Major, 2 i la va convertir en una magnífica mansió modernista (actual Cal Roig), si bé aquesta va ser la segona residència familiar, car habitualment residien a Girona.

## Descripció
La casa de serveis és una gran construcció de planta rectangular i dos pisos. El sector central està repujat respecte als dos cossos laterals que el flanquefen i està cobert amb una teulada a dues aigües de vessants a laterals, mentre que els cossos laterals estan coberts per una teulada a dues vessants. Al sector central en la planta baixa s'aparcava la carrossa, i d'aquí l'efígie del cavall. El pis superior serviria com a magatzem de productes; al sector dret, la planta baixa servia com a quadres per als cavalls i al pis superior hi havia els habitatges destinats al personal de la finca, especialment el xofer. En el sector esquerre, la planta baixa estava adreçada a bodega i com a safreig per a rentar la roba. En el pis superior s'hi trobarien la resta d'habitatges dedicats al personal.
Al cos central, la planta baixa consta d'un aparell encoixinat de pedra i d'una gran obertura d'arc carpanell rebaixat coronada per l'efígie d'un cavall. Una franja o faixa de ceràmica, que recorre tota la superfície de la façana de punta a punta, marca el final de la planta baixa i l'inici del primer pis que té com a matèria primera el rajol i que alberga tres obertures rectangulars amb predomini de la central. Un símptoma del gran programa ornamental i decoratiu són els cairats de fusta els quals han rebut un treball molt destre i avançat que els ha acabat convertint en efígies de dragons i que donaria lloc a una cornisa correguda que dona la volta a tot el perímetre de l'edifici.
Els dos cossos laterals han rebut un tractament similar: an la planta baixa hi ha tres obertures d'arc carpanell rebaixat amb un emmarcament de pedra rectangular, realçades en la seva intersecció per la franja o faixa de ceràmica vegetal o florada. Al pis superior es reprodueix la mateixa solució que la planta baixa amb la diferència de la mida sensiblement menor de les obertures.
La façana posterior és molt més austera i s'hi han emprat pocs recursos i a més de mala qualitat, el que ha provocat que experimenti un alt grau de deteriorament.
Un element emblemàtic és el colomer, amb coberta a quatre aigües i de quatre finestres que imita el peculiar arc de ferradura.
Després de la casa de serveis i separades per una tanca, es troba la gran casa senyorial. Es tracta d'un casal de notables dimensions que consta de tres plantes. A la planta baixa hi ha la cuina, l'espectacular menjador però sobretot la singular capella. El primer pis o planta noble estava exclusivament dedicat als senyors i a més disposava d'una habitació reservada per al bisbe. Finalment tenim la segona planta on s'allotjaven els majordoms. Com a tret peculiar cal destacar que les escales de la planta baixa i del primer pis són de marbre, mentre que les del segon són d'un material auster ni de bon tros comparable a la majestuositat del marbre.
El cos principal és rectangular, de dues plantes i coberta de doble vessant amb teules vidrades de color blau fosc. Té un pavelló cantoner lleugerament sobresortint que serveix de distribuïdor per a dues galeries porticades davant de sengles façanes. Una d'aquestes galeries, de dos nivells té sis arcades de mig punt, sustentades per unes columnes híbrides i terrassa.
A la cantonada esquerra es dreça una torre quadrada. Aquesta és d'aparell encoixinat i disposa de tres plantes i teulada piramidal de teula plana vidrada del mateix color que la resta de la coberta i coronada per un motiu zoomòrfic, molt populat en les dues construccions, com és el dragó.